# Chthamalus moro
Chthamalus moro is een zeepokkensoort uit de familie van de Chthamalidae. De wetenschappelijke naam van de soort is voor het eerst geldig gepubliceerd in 1916 door Pilsbry.